# 小行星7417
小行星7417（英語：7417）是一颗围绕太阳公转的小行星。1990年12月19日，M. Arai、H. Mori在寄居町发现了此天体。
这颗小行星的绝对星等为6.524508326298527等。